# Neuenkirchen (bei Neubrandenburg)
Neuenkirchen ist eine Gemeinde im Landkreis Mecklenburgische Seenplatte in Mecklenburg-Vorpommern (Deutschland). Die Gemeinde wird vom Amt Neverin mit Sitz in gleichnamiger Gemeinde verwaltet.

## Geografie
Die Gemeinde am Südabhang des Werders (einer Grundmoräne) grenzt an den Nordosten des Stadtgebietes von Neubrandenburg. Die Südgrenze der Gemarkung Neuenkirchen bildet der Flusslauf der Datze.

## Gemeindegliederung
Zu Neuenkirchen gehören die Ortsteile Ihlenfeld, Luisenhof und Magdalenenhöh.

## Geschichte
Neuenkirchen wurde 1360 erstmals urkundlich erwähnt.
Am 1. Juli 1950 wurde die bis dahin eigenständige Gemeinde Luisenhof eingegliedert. 
Im Rahmen der Trassenuntersuchung der Bundesautobahn 20 wurde hier im Jahre 1998 der Kupferfund von Neuenkirchen gemacht.
Das historische und nach einem Entwurf von Hofbaumeister Friedrich Wilhelm Buttel 1850 umgebaute Herrenhaus Ihlenfeld war zuletzt im Besitz der Berliner Redaco GmbH, es verfiel und wurde schließlich 2002 abgerissen.

## Wappen, Flagge, Dienstsiegel
Die Gemeinde verfügt über kein amtlich genehmigtes Hoheitszeichen, weder Wappen noch Flagge. Als Dienstsiegel wird das kleine Landessiegel mit dem Wappenbild des Landesteils Mecklenburg geführt. Es zeigt einen hersehenden Stierkopf mit abgerissenem Halsfell und Krone und der Umschrift „GEMEINDE NEUENKIRCHEN * LANDKREIS MECKLENBURGISCHE SEENPLATTE“.

## Sehenswürdigkeiten
- Die Dorfkirche ist ein Feldsteinbau aus dem 13. Jahrhundert, der wohl nie vollendete Westturm ist schiffsbreit und endet unter dem Kirchendach. Die Ausstattung mit dem Kanzelaltar stammt aus dem 17. Jahrhundert.[4]
- Das alte Herrenhaus Neuenkirchen von 1646 wurde nach 1962 abgerissen; erhalten ist das neue Herrenhaus, das 1907/08 nach Plänen des Rostocker Architekten Alfred Krause errichtet wurde.[5]
- Das Herrenhaus Ihlenfeld aus dem 19. Jahrhundert war ein elfachsiger, zweigeschossiger Steinbau mit einem Mittelrisalit, das nach Plänen von Friedrich Wilhelm Buttel im Stil der englischen Tudorgotik als Umbau entstand.[6] Der Amtmann von Michael betrieb auf dem Gut eine englische Vollblutzucht.[7] Seine Nachfahren,[8] wie Friedrich von Michael, betreuten insgesamt ein 892 ha großes Lehngut,[9] zuletzt in einer Form als Familienfideikommiss. Im Jahre 2002 wurde es abgerissen.

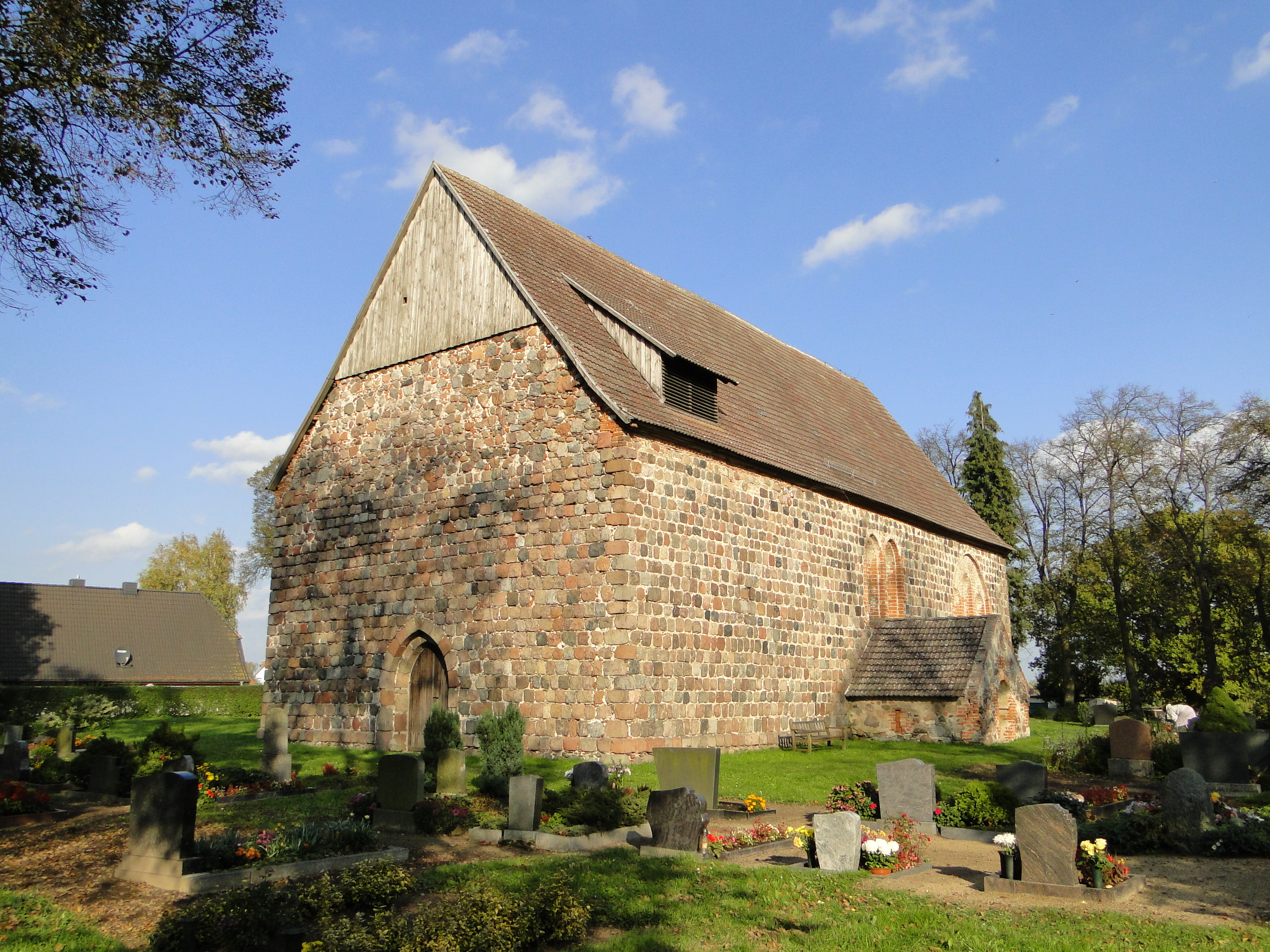
Dorfkirche Neuenkirchen
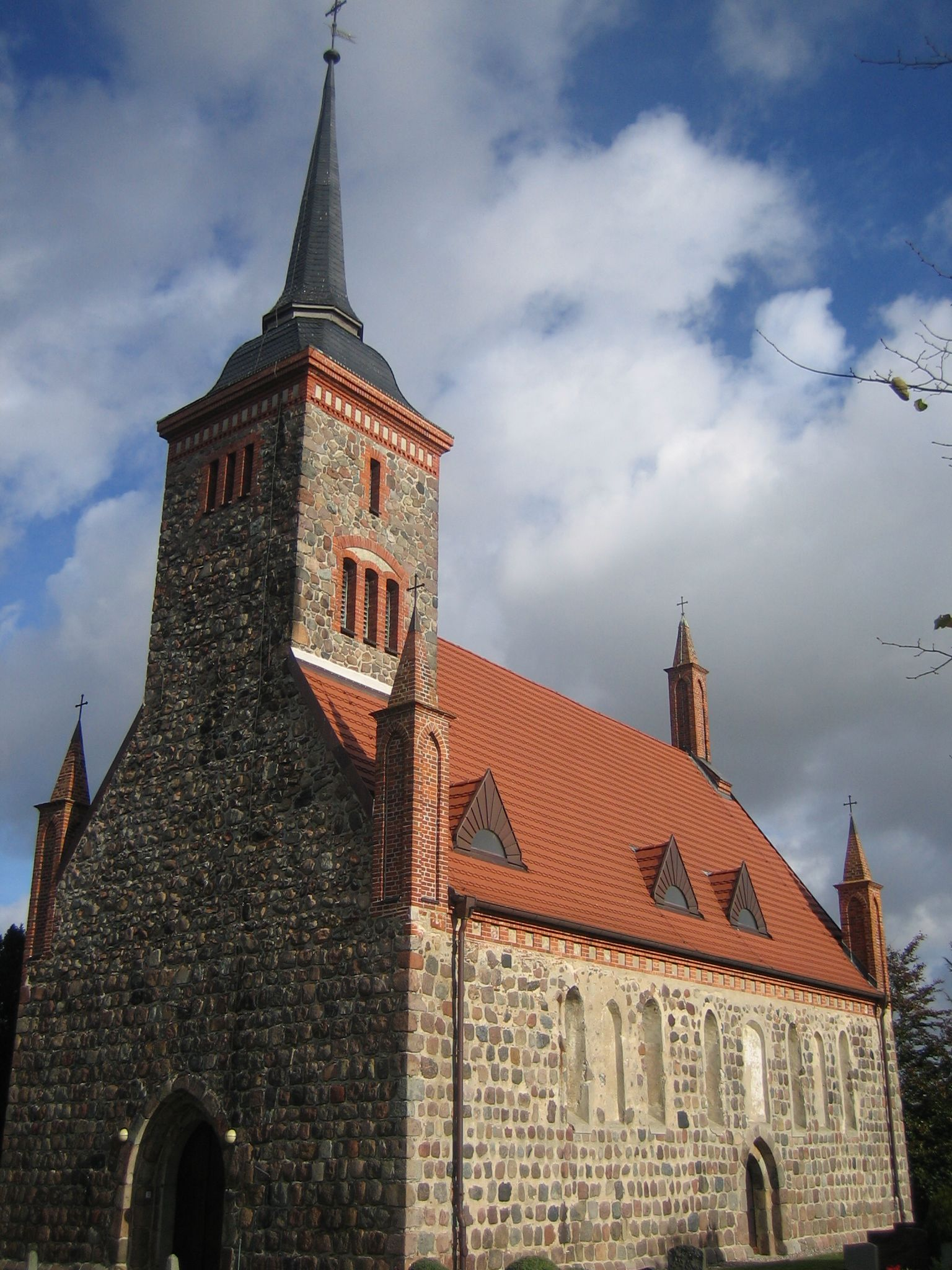
Dorfkirche Ihlenfeld

## Verkehrsanbindung
Neuenkirchen ist durch Landstraßen mit den nahen Städten Neubrandenburg und Altentreptow verbunden. Durch das Gemeindegebiet verläuft die A 20 (Anschluss Neubrandenburg-Ost in fünfeinhalb Kilometern Entfernung). Auf der Bahnstrecke Neubrandenburg–Friedland, an der der Bahnhof Neuenkirchen (Meckl) lag, wurde der SPNV am 14. Januar 1994 eingestellt. Dort befindet sich aber bis heute eine im Schienenersatzverkehr bediente Bushaltestelle. Der nächste Bahnhof befindet sich in Sponholz-Warlin an der Bahnstrecke Neubrandenburg–Pasewalk.

## Persönlichkeiten

### Söhne und Töchter
- Adolf Friedrich Fuchs (1753–1828), Rektor und Superintendent in Güstrow

Ihlenfeld:
- Fritz von Ihlenfeld (1588–1655), Offizier, Hofmeister und Amtshauptmann
- Karl Ernst Wedel (1813–1902), Konditor und Gründer des E. Wedel in Warschau

### Personen, die im Ort wirkten
- Heiko Kärger (* 1960), Bürgermeister in der Gemeinde Neuenkirchen 1991 bis 1992